# Ányos Jedlik

Ányos István Jedlik (węg. IPA [ˈaːɲoʃ ˈiʃtvaːn ˈjɛdlik]) ur. 11 stycznia 1800 w Szimő, dziś Zemné w powiecie Nové Zámky; zm. 13 grudnia 1895 w Győr, był węgierskim fizykiem i wynalazcą.

## Życiorys
Ányos István Jedlik pochodził z prostej rodziny chłopskiej, uczęszczał do benedyktyńskiego gimnazjum w Bratysławie (wtedy: Pozsony, Austro-Węgry).
Po ukończeniu gimnazjum wstąpił w 1817 r. do zakonu benedyktynów i został w wieku 25 lat księdzem. W latach 1831–1839 był nauczycielem w Bratysławie, po czym objął pieczę nad gimnazjum w Győr, gdzie regularnie przeprowadzał eksperymenty fizyczne. Następnie w latach 1840–1879 był profesorem na Uniwersytecie w Budapeszcie, a także w l. 1848/49 dziekanem wydziału filozoficznego i w roku 1863/64 rektorem. Na emeryturze od 1880 r. zamieszkał w klasztorze benedyktynów w Győr.

## Wynalazki
- 1829 skonstruował silnik na prąd stały
- 1861 skonstruował dynamo elektryczne (5 lat przed Wernerem Siemensem i Charlesem Wheatstone'm)

Swoje wynalazki Jedlik przedstawił w 1873 r. w czasie piątej wystawy światowej w Wiedniu. W 1841 wstąpił do Węgierskiego Towarzystwa Nauk Przyrodniczych, w 1858 został członkiem Węgierskiej Akademii Nauk.
Jedlik zajmował się nie tylko fizyką, lecz także chemią i medycyną, gdzie przyczynił się znacząco do leczenia cholery, m.in. dając chorym do picia nieznaną na Węgrzech wodę gazowaną (sodową) czy szprycer – mieszaninę wina z wodą mineralną bądź gazowaną (nazwa węg. fröccs). W 1841 r. jego urządzenie znalazło zastosowanie w pierwszej na Węgrzech wytwórni wody sodowej.